# برنامج الأشخاص الأصحاء
بدأ مشروع الأشخاص الأصحاء 2010 في شهر كانون الثاني من عام 2000 من قبل وزارة الصحة والخدمات البشرية الأميركية، وهو خطة تهدف إلى تعزيز الصحة على نطاق وطني فضلا عن الوقاية من الأمراض من المفترض ان يتم تحقيقها ببلوغ عام 2010. كما تتفرع برامج عن هذه الخطة مثل HealthCorps.

## الوصف
«تم تطوير الأشخاص الأصحاء 2010 من خلال عملية استشارية عريضة النطاق، تم بناؤها اعتمادا على المعرفة العلمية الأفضل وصممت لقياس البرامج على مر الوقت». فهي تتألف من 467 هدفا محددا منظمين في 28 منطقة مركزة. إضافة إلى هدفين. وهما:
- «زيادة نوعية وسنوات الحياة الصحية»
- «إزالة الفوارق الصحية»

تم تجميع البيانات الوطنية من 190 مصدرا وذلك في سبيل متابعة أهداف الأشخاص الأصحاء لعام 2010. هذا وتعكس عشرة «مؤشرات صحية رئيسية» المخاوف الأساسية للصحة وهي:
- النشاط البدني
- زيادة الوزن والبدانة
- تدخين التبغ
- تعاطي المخدرات
- النشاط الجنسي المسؤول
- الصحة النفسية
- الإصابة والعنف
- نوعية البيئة
- التحصين
- الوصول إلى الرعاية الصحية

كما تحدد الحملة ستة عوامل رئيسية (هويات اجتماعية) تساهم في تباين صحة الأميركيين ألا وهي:
- الجنس
- العرق
- الثقافة أو الدخل
- الإعاقة
- الموقع الجغرافي
- التوجه الجنسي

## الأشخاص الأصحاء 2000 والأشخاص الأصحاء 2020
توسع برنامج الأشخاص الأصحاء 2010 وحدث برنامج «الأشخاص الأصحاء» لعام 1979 وجهود عام 1990 إضافة إلى «الأشخاص الأصحاء 2000»; على سبيل المثال فقد كان هدف مشروع الأشخاص الأصحاء لعام 2000 يتمثل ب«تقليل التباين الصحي» وتم تعزيزه في الأشخاص الأصحاء لعام 2010 ليصبح «إزالة الفوارق الصحية».
هذا ومن المقرر إطلاق مشروع الأشخاص الأصحاء 2020 في شهر كانون الثاني من عام 2010.

## وصلات أخرى
- Healthy People 2010 Information Access Project[وصلة مكسورة]